# Saint-Omer (Calvados)
Pour les articles homonymes, voir Saint-Omer.
Saint-Omer est une commune française, située dans le département du Calvados en région Normandie, peuplée de 190 habitants.

## Géographie
| Caumont-sur-Orne | Combray    | Donnay                  |
| Saint-Rémy       | Saint-Omer | Pierrefitte-en-Cinglais |
| Le Vey           | Le Bô      | La Pommeraye            |

### Hydrographie
La commune est située dans le bassin Seine-Normandie. Elle est drainée par le ruisseau de la Vallée des Vaux, le fossé 02 de la Fortinière, le cours d'eau 05 du Mesnil et le fossé 01 de la Gennière,,.

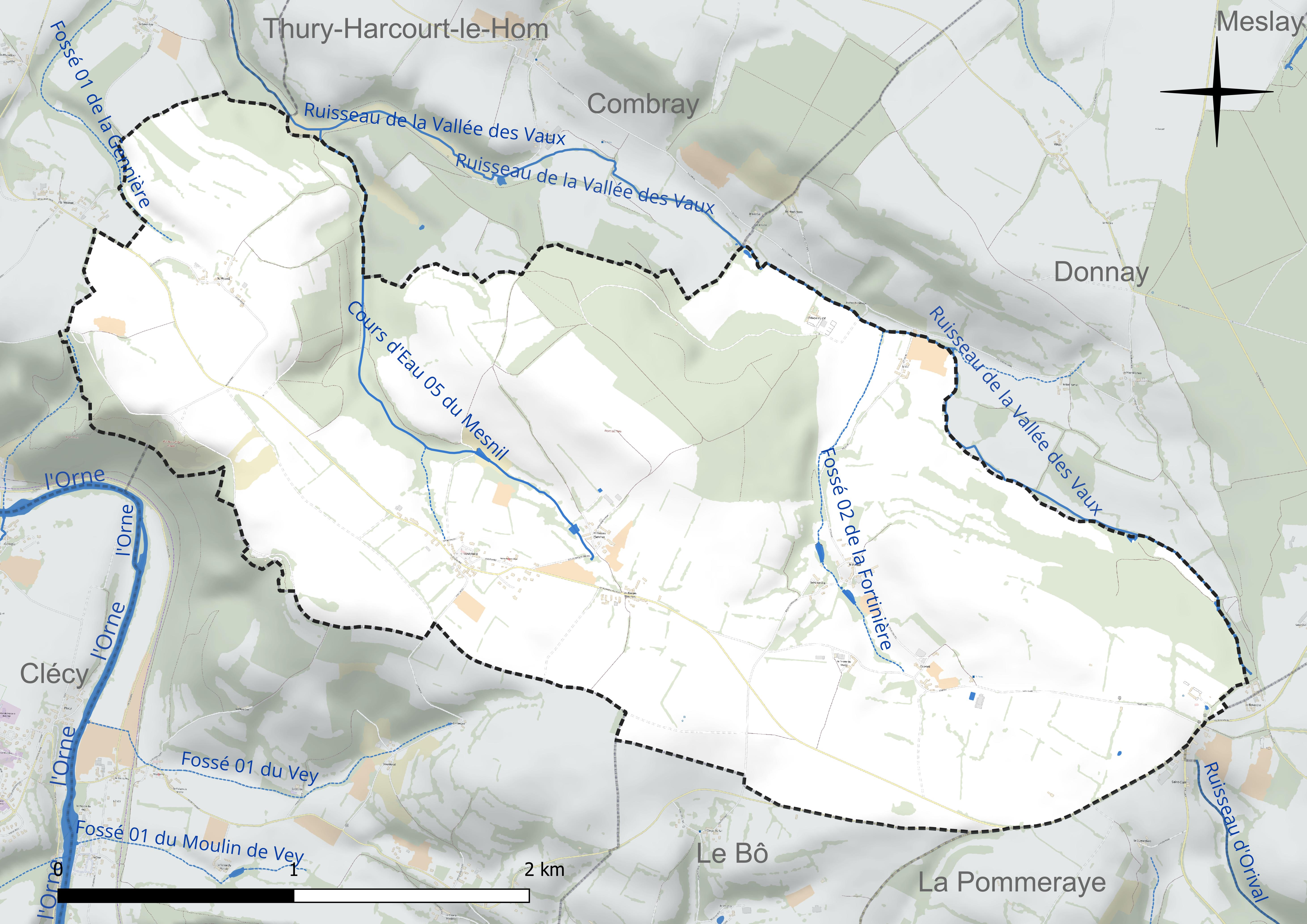
Réseau hydrographique de Saint-Omer.

### Climat
Pour des articles plus généraux, voir Climat de la Normandie et Climat du Calvados.
En 2010, le climat de la commune est de type climat océanique franc, selon une étude du CNRS s'appuyant sur une série de données couvrant la période 1971-2000. En 2020, Météo-France publie une typologie des climats de la France métropolitaine dans laquelle la commune est exposée à un climat océanique et est dans la région climatique  Normandie (Cotentin, Orne), caractérisée par une pluviométrie relativement élevée (850 mm/a) et un été frais (15,5 °C) et venté. Parallèlement le GIEC normand, un groupe régional d'experts sur le climat, différencie quant à lui, dans une étude de 2020, trois grands types de climats pour la région Normandie, nuancés à une échelle plus fine par les facteurs géographiques locaux. La commune est, selon ce zonage, exposée à un « climat contrasté des collines », correspondant au Bocage normand, bien arrosé, voire très arrosé sur les reliefs les plus exposés au flux d'ouest, et frais en raison de l'altitude.
Pour la période 1971-2000, la température annuelle moyenne est de 10 °C, avec  une amplitude thermique annuelle de 12,8 °C. Le cumul annuel moyen de précipitations est de 929 mm, avec 13,3 jours de précipitations en janvier et 8,2 jours en juillet. Pour la période 1991-2020, la température moyenne annuelle observée sur la station météorologique la plus proche, située sur la commune de Pierrefitte-en-Cinglais à 5 km à vol d'oiseau, est de 11,2 °C et le cumul annuel moyen de précipitations est de 806,5 mm,. Pour l'avenir, les paramètres climatiques de la commune estimés pour 2050 selon différents scénarios d'émission de gaz à effet de serre sont consultables sur un site dédié publié par Météo-France en novembre 2022.

## Urbanisme

### Typologie
Au 1er janvier 2024, Saint-Omer est catégorisée commune rurale à habitat très dispersé, selon la nouvelle grille communale de densité à 7 niveaux définie par l'Insee en 2022.
Elle est située hors unité urbaine. Par ailleurs la commune fait partie de l'aire d'attraction de Caen, dont elle est une commune de la couronne,. Cette aire, qui regroupe 296 communes, est catégorisée dans les aires de 200 000 à moins de 700 000 habitants,.

### Occupation des sols
L'occupation des sols de la commune, telle qu'elle ressort de la base de données européenne d'occupation biophysique des sols Corine Land Cover (CLC), est marquée par l'importance des territoires agricoles (78,2 % en 2018), en diminution par rapport à 1990 (88,1 %). La répartition détaillée en 2018 est la suivante : 
prairies (56,7 %), forêts (18,5 %), terres arables (14,7 %), zones agricoles hétérogènes (6,8 %), zones urbanisées (3,3 %). L'évolution de l'occupation des sols de la commune et de ses infrastructures peut être observée sur les différentes représentations cartographiques du territoire : la carte de Cassini (XVIIIe siècle), la carte d'état-major (1820-1866) et les cartes ou photos aériennes de l'IGN pour la période actuelle (1950 à aujourd'hui).

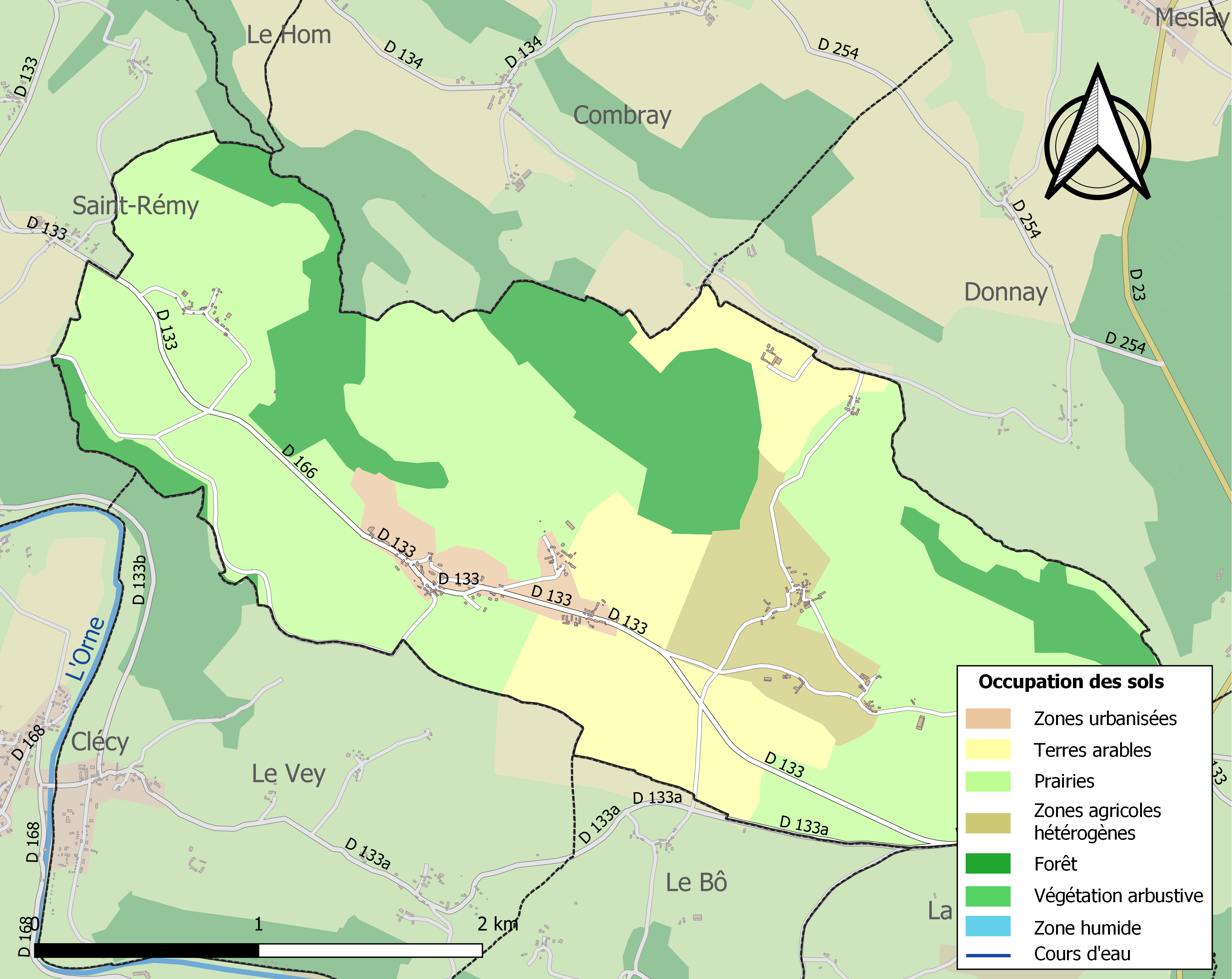
Carte des infrastructures et de l'occupation des sols de la commune en 2018 (CLC).

## Toponymie
L'hagiotoponyme de la localité est attesté sous les formes Sanctus Audomarus vers l'an 1000, Sanctus Osmerius en 1356.
Saint Omer serait né à Orval, près de Coutances, aux environs de l'an 600.
Ses habitants sont appelés les Odomarrois.

## Politique et administration
| Période                                  | Période   | Identité         | Étiquette | Qualité                           |
| ---------------------------------------- | --------- | ---------------- | --------- | --------------------------------- |
|                                          | 1995      | Henri Lepetit    | SE        |                                   |
| 1995                                     | mars 2008 | Roger Tourland   | SE        | Artisan                           |
| mars 2008                                | En cours  | Claudine Courval | SE        | Adjointe administrative d'hôpital |
| Les données manquantes sont à compléter. |           |                  |           |                                   |

## Démographie
L'évolution du nombre d'habitants est connue à travers les recensements de la population effectués dans la commune depuis 1793. Pour les communes de moins de 10 000 habitants, une enquête de recensement portant sur toute la population est réalisée tous les cinq ans, les populations de référence des années intermédiaires étant quant à elles estimées par interpolation ou extrapolation. Pour la commune, le premier recensement exhaustif entrant dans le cadre du nouveau dispositif a été réalisé en 2008.
En 2022, la commune comptait 190 habitants, en évolution de +5,56 % par rapport à 2016 (Calvados : +1,58 %, France hors Mayotte : +2,11 %).
| 1793 | 1800 | 1806 | 1821 | 1831 | 1836 | 1841 | 1846 | 1851 |
| ---- | ---- | ---- | ---- | ---- | ---- | ---- | ---- | ---- |
| 484  | 470  | 472  | 493  | 510  | 439  | 435  | 435  | 451  |

| 1856 | 1861 | 1866 | 1872 | 1876 | 1881 | 1886 | 1891 | 1896 |
| ---- | ---- | ---- | ---- | ---- | ---- | ---- | ---- | ---- |
| 411  | 391  | 390  | 346  | 334  | 331  | 318  | 310  | 298  |

| 1901 | 1906 | 1911 | 1921 | 1926 | 1931 | 1936 | 1946 | 1954 |
| ---- | ---- | ---- | ---- | ---- | ---- | ---- | ---- | ---- |
| 286  | 295  | 264  | 251  | 245  | 231  | 248  | 197  | 203  |

| 1962 | 1968 | 1975 | 1982 | 1990 | 1999 | 2006 | 2008 | 2013 |
| ---- | ---- | ---- | ---- | ---- | ---- | ---- | ---- | ---- |
| 188  | 182  | 184  | 162  | 142  | 157  | 162  | 163  | 176  |

| 2018 | 2022 | - | - | - | - | - | - | - |
| ---- | ---- | - | - | - | - | - | - | - |
| 187  | 190  | - | - | - | - | - | - | - |

## Culture et patrimoine

### Lieux et monuments
- Mégalithe du Pré-du-Vivret inscrit au titre des monuments historiques[27].
- Église paroissiale Saint-Omer[28] et croix de cimetière[29].
- Tombeaux de Marc François Le Chevalier († 1750)[30] et du prêtre Marc Antoine Nicolas Le Chevalier († 1750)[31] dans le cimetière de l'église.
- Abbaye augustinienne Notre-Dame du Val[32] des XIIIe et XVIIIe siècles. L'un de ses principaux fondateurs est Gosselin de La Pommeraye, seigneur de Saint-Omer[33].
- Chapelle Saint-Clair[34] du XVIIe siècle.

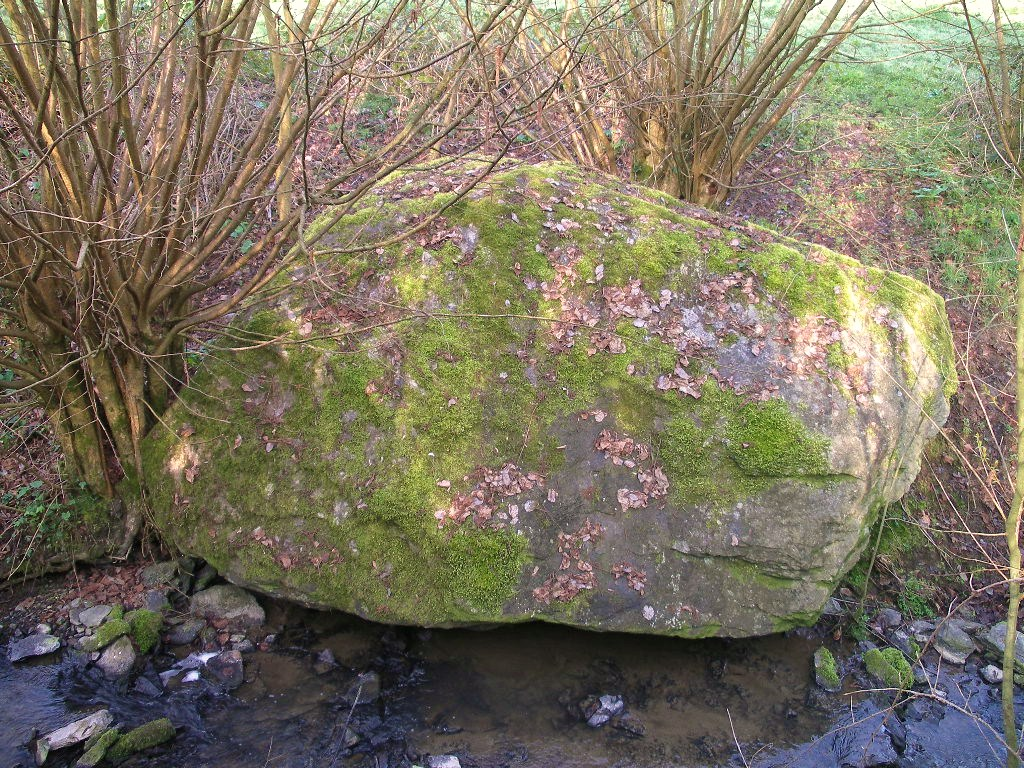
Le mégalithe.
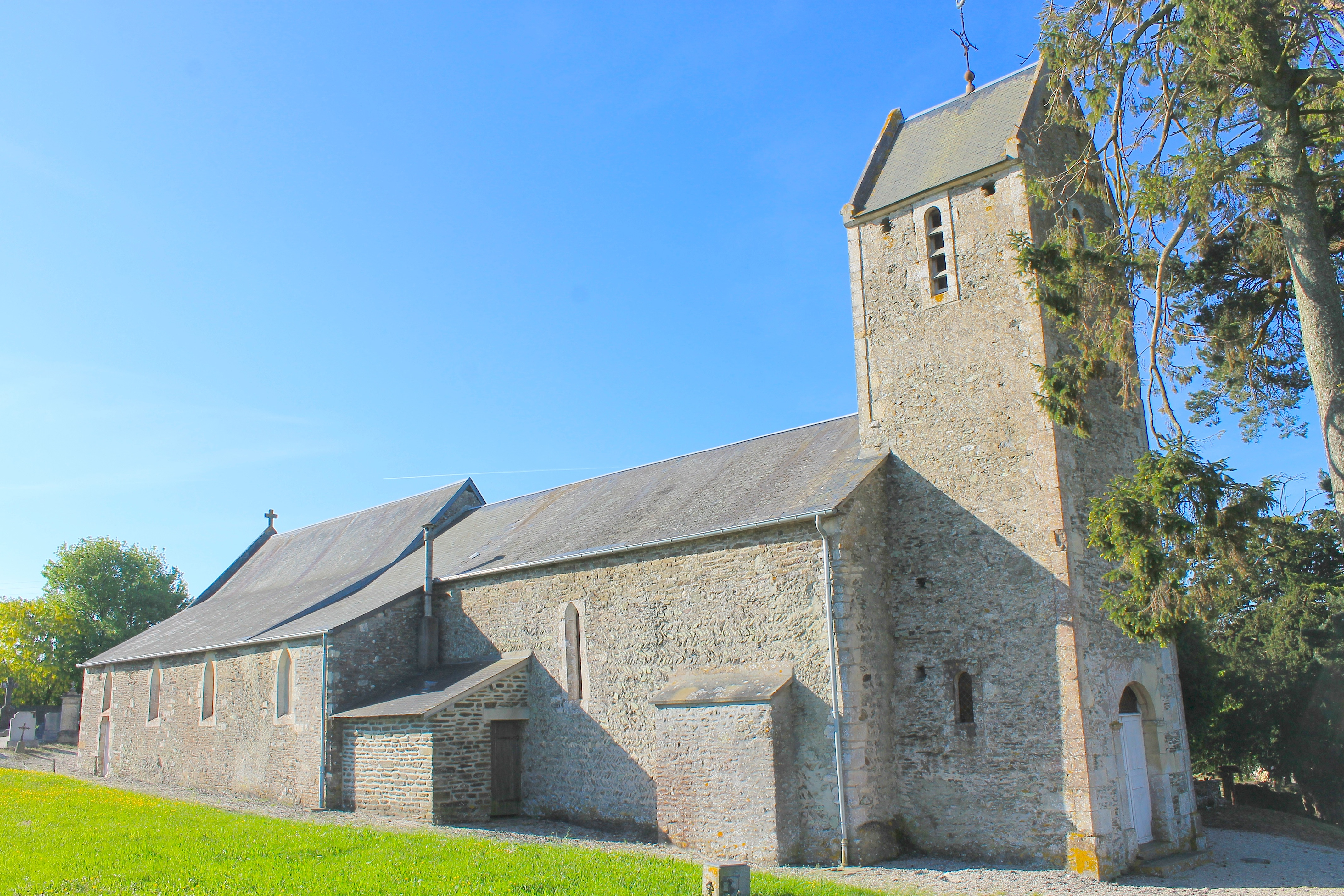
L'église Saint-Omer.
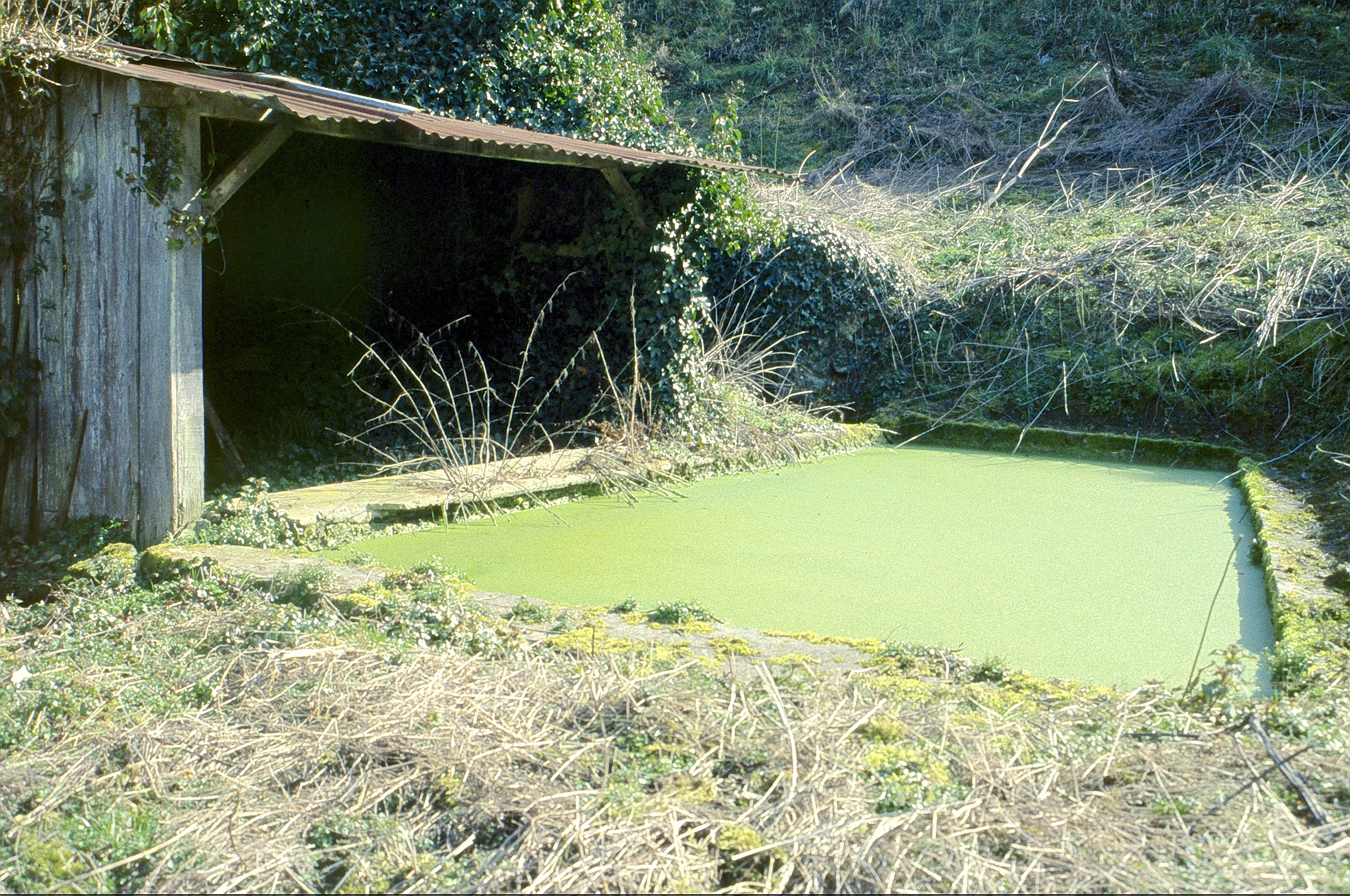
L'ancien lavoir.
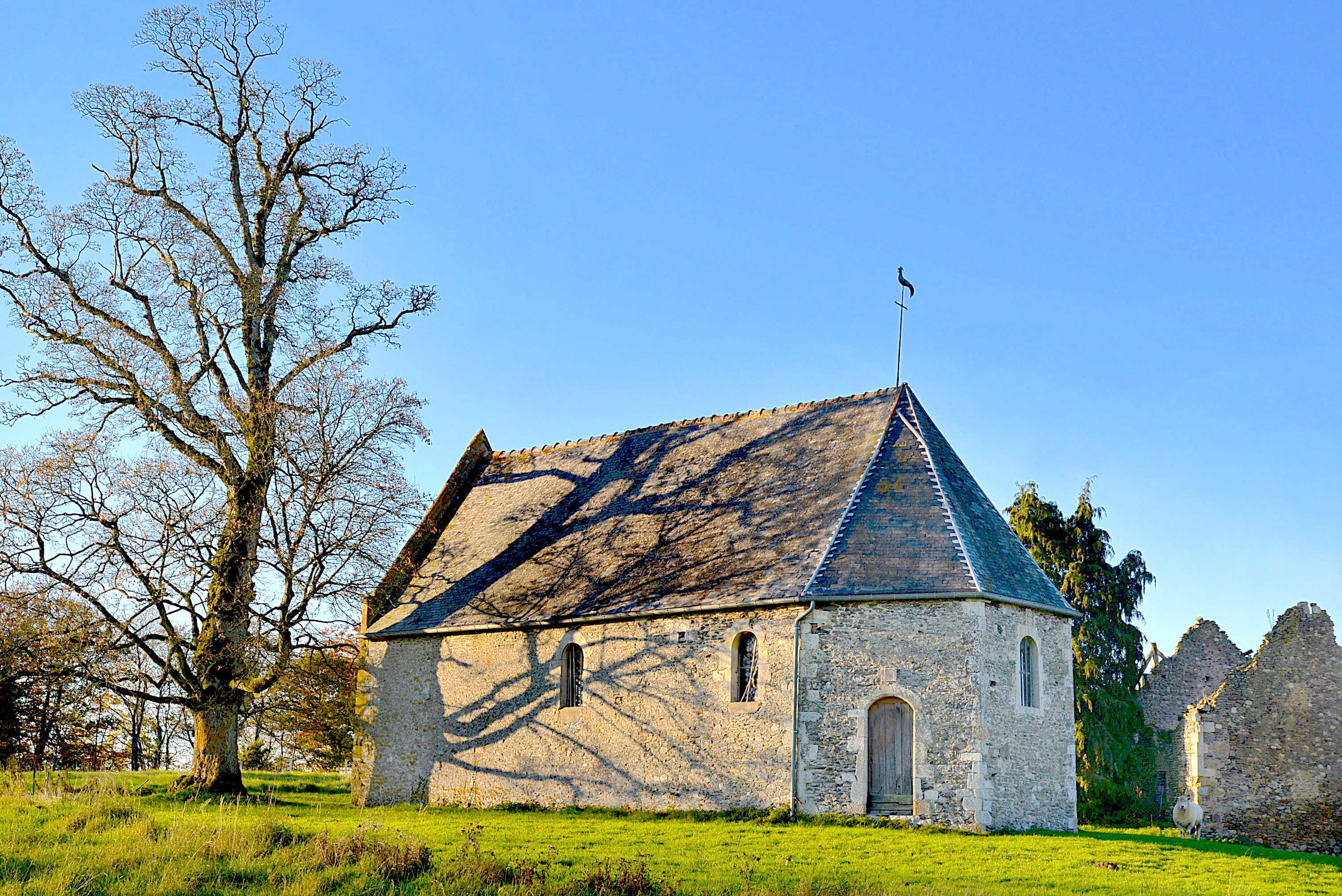
La chapelle Saint-Clair.

### Manifestations sportives
En avril 2012, le collectif « Les Tyroliens » a relié la commune de Saint-Omer et la commune de Clécy avec une corde de 10 mm conçue pour la réalisation de tyroliennes géantes par la société Lancelin. Il s'agit de la plus longue descente en tyrolienne sur corde du monde avec 1 300 mètres, d'après les relevés topométriques du géomètre et les relevées GPS. Elle présente 153 mètres de dénivelé, une accélération sur plus de 1 000 mètres et des pointes de vitesse proches de 100 km/h. Cet ouvrage d'exception a été validé et certifié conforme pour l'ouverture au public par la société Vertic'Alps Expertise. Il n'a pas été enregistré au Livre Guinness des records, faute de budget suffisant.